# اندیس چاه پولون
چاه پولون یک اندیس فلزی است که در حوالی شهر طاهر آباد استان خراسان قرار دارد و مادهٔ معدنی موجود در آن، مس است.  